# Église des Capucins de Laval
L'ancienne église des Capucins de Laval datait du XVIIe siècle. Un couvent avec église furent construits peu après 1614 à Laval (France) pour les pères capucins. Les pères en furent expulsés en 1791 lors des troubles révolutionnaires. Le couvent fut vendu et l’église démolie.  

## Histoire

### Ordre des Capucins
Les capucins forment une congrégation particulière, groupe apostolique de spiritualité franciscaine, dont les commencements remontent à l'année 1525 et qui fut approuvée définitivement par le pape Paul III en 1535. Ils vinrent pour la première fois en France sous le règne de Charles IX, et acquirent bientôt une grande considération.

### Établissements
Ils s'établirent dans le diocèse de Laval que dans les premières années du XVIIe siècle ; au Mans vers 1602 ; à Mayenne en 1606 (église des Capucins de Mayenne), à Laval en 1614. Ils arrivèrent dans cette ville le 24 juin 1614 et dès le jour même ils prirent possession du terrain qui leur était destiné. Ce local appartenait au chapitre de Saint-Tugal qui leur en fit don le même jour par acte devant Romier, notaire

### Église
Les capucins doivent faire face à une opposition assez vive, surtout de la part des cordeliers et des dominicains. Ils parviennent à la surmonter grâce au patronage important du chapitre de Saint-Tugal.
Ils arrivent le 14 juin 1614 : le doyen les met en possession d'un vaste terrain où ils plantent la croix. Le 20 juin 1614, Jacques Marest, seigneur des Abattants, François Bignon, seigneur de la Croix, lieutenant à Laval, et Pierre Marest, seigneur de la Ragotière, donnèrent aux pères capucins la pièce de terre nommée Hochebride, pour bâtir leur église.
Ils se construisent en peu de temps une maison propre à recevoir dix personnes. L'église achevée fut consacrée le 24 septembre 1622 par Charles de Beaumanoir de Lavardin, évêque du Mans. Elle était placée sous l'invocation de sainte Geneviève. La vie régulière et le zèle pastoral des capucins ne tarda pas à leur concilier l'estime et l'affection publiques ; la communauté prit de rapides développements ; il fallut agrandir la petite maison primitive. Soixante ans après sa fondation, le couvent contenait 40 religieux.
Ce couvent n'était d'abord destiné à recevoir que dix religieux ; mais il en contint bientôt un plus grand nombre. À l'époque où Julien Leclerc du Flécheray écrivit son Mémoire sur le comté de Laval, ils étaient plus de 40. Les capucins remplissaient les fonctions de missionnaires et de prédicateurs stationnaires. Les capucins de Laval confessaient beaucoup, et leur 'Gardien' (supérieur de la communauté) avait un pouvoir sacramentel très étendus pour les cas réservés.

### Bibliothèque
Les capucins firent construire, en 1709, une infirmerie et un bâtiment destiné à recevoir la bibliothèque. René Hardy de Lévaré en pose la première pierre. Leur enclos était dans une fort belle situation, grand et fort agréable. Ils possèdent une bibliothèque considérable et composée des meilleurs ouvrages de théologie, indépendamment de beaucoup de livres d'histoire et de littérature. Cette précieuse collection fut presque entièrement dispersée pendant la Révolution française ; cependant il en échappa une partie qui furent transportés à l'École centrale de Laval, et qui ont servi plus tard à former le fonds de la bibliothèque actuelle de la ville.

### XVIIIesiècle
Les capucins donnent en 1738 une mission périodique. 22 pères étrangers viennent à Laval pour aider leurs confrères en cette circonstance
Au mois de mai 1749, les capucins de Laval célébrèrent avec grande solennité, la canonisation de deux des leurs: Joseph de Leonessa et Fidèle de Sigmaringen . Les fêtes durèrent neuf jours. Elles commencèrent un dimanche et furent annoncées par le bruit du canon, et par le son-de toutes les cloches de la ville. Chaque jour, un panégyrique est prononcé. On remarque surtout celui de M. Le Peletier de Montfort, curé de la Trinité de Laval.
En 1750 les capucins de Laval éprouvèrent des problèmes. Charles Louis de Froulay, évêque du Mans, fut mécontent de la conduite de l'un d'eux, nommé François de Lannion Le provincial prit la défense de son subordonné et écrivit une lettre peu soumise au prélat, qui en fut fort mécontent et jeta un interdit sur toute la communauté de Laval. Il était défendu à tous les pères de cette maison de confesser et de prêcher dans le diocèse du Mans, de célébrer la messe ailleurs que dans leur église, et il ne laissa de pouvoirs pour la confession des membres de la communauté qu'aux deux plus anciens religieux.

### Période révolutionnaire
Dans les temps qui précédèrent la Révolution française, le nombre des religieux y diminuait d'année en année. En 1791 ils n'étaient plus que huit ou neuf, parmi lesquels plusieurs adhérèrent à la Constitution civile du clergé. Après avoir été évacuée par les religieux, la maison des capucins resta vacante jusqu'au 20 juin 1792, jour où on y incarcéra une partie des prêtres réunis à Laval. Le 23 août, ces détenus furent transférés dans la maison des Cordeliers. Le couvent des Capucins ne fut plus affecté à aucun service public. On le vendit à des particuliers et l'église fut démolie, ainsi qu'une partie des bâtiments.